# Roches-Bettaincourt
Roches-Bettaincourt település Franciaországban, Haute-Marne megyében. Lakosainak száma 527 fő (2022. január 1.). Roches-Bettaincourt Montot-sur-Rognon, Reynel, Signéville, Vouécourt, Andelot-Blancheville, Busson, Doulaincourt-Saucourt és Épizon községekkel határos.

## Népesség
A település népessége az elmúlt években az alábbi módon változott:
| Lakosok száma | 421  | 750  | 636  | 618  | 621  | 579  | 570  | 553  | 544  | 527  |
|               | 1968 | 1982 | 1990 | 2006 | 2013 | 2015 | 2017 | 2019 | 2020 | 2022 |